# Giuseppe Pedriali
Giuseppe Pedriali (n. el 24 de mayo de 1867 en Cannuzzo di Cervia - f. en Forli en 1932) fue un ingeniero italiano, director general de la Compañía de Tranvías Anglo Argentina. Tuvo una destacada participación en el desarrollo del transporte en la ciudad de Buenos Aires.

## Biografía
En 1890 se graduó de ingeniero en Turín, y se trasladó a Bélgica, país que se encontraba en gran desarrollo industrial. Comienza a trabajar en ese país, y se gradúa en Ingeniería Electrónica en Lieja. En 1893 comienza a desempeñarse en la Compañía del Tranvía de Bruselas y en 1897 se convierte en su director.
En 1903 ocurre un importante accidente en el tranvía de París y Pedriali es llamado por la compañía Metropolitan de tranvías de París con el fin de peritar las causas del accidente y buscar soluciones de seguridad. Debido a esta labor, fue reconocido en el medio y fue enviado en 1908 a la Argentina, con el cargo de director general de la Compañía de Tranvías Anglo Argentina (donde se encargó, en principio, de la fusión de ocho empresas tranviarias que operaban en Buenos Aires), ocupando ese cargo por más de dieciocho años, jubilándose en 1926. Impulsó la creación del transporte subterráneo de Buenos Aires, el primero de este tipo en Sudamérica, que pertenecía a la Compañía Anglo Argentina. Durante su gestión, se realizó el acuerdo entre la Compañía Anglo Argentina y el Ferrocarril del Oeste con respecto a los trenes subterráneos de carga, ya que ambas empresas tenían proyectos solapados para este tipo de transporte. Asimismo, durante su gestión se realizó la estación de intercambio entre el tren y el transporte subterráneo. Se retiró en Italia, donde se dedicó a la actividad agrícola.

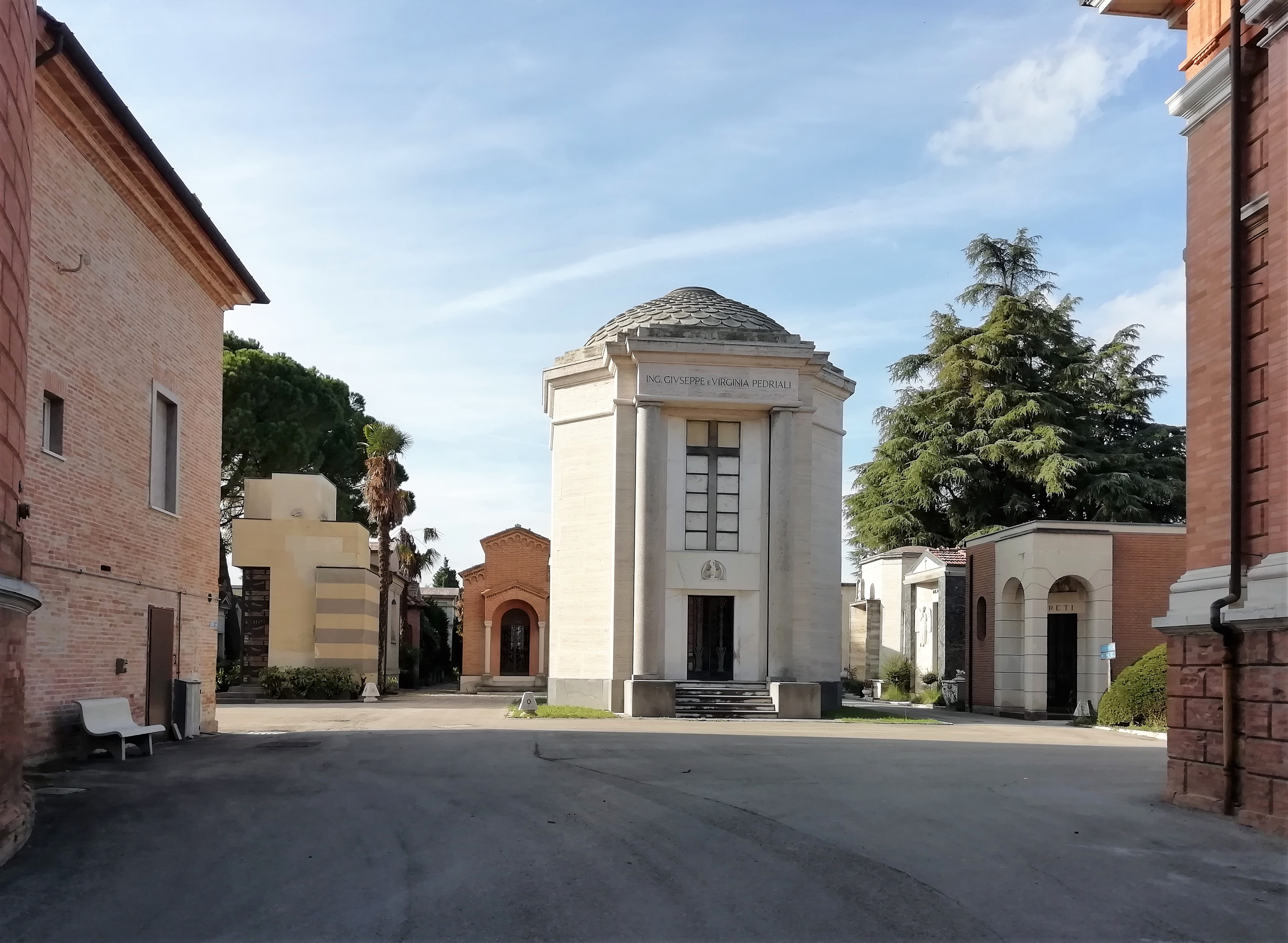
Tumba de Pedriali en Forlì

Por otro lado, creó una Compañía Mutual que fuera la más grande de Argentina, con el fin de ayudar a los necesitados. Por ejemplo, los empleados de la Compañía tenían acceso a asistencia médica, colonia de vacaciones, e incluso planes de vivienda. También fue un gran promotor de la comunidad italiana en Argentina y realizó iniciativas en favor de la misma.
Cuando falleció, la Administración Provincial de Forli heredó su fortuna e instauró un premio bienal que lleva su nombre, que galardona las contribuciones en el ámbito de la ciencia dedicada a la mejora de la producción industrial. Una calle de Forli lleva su nombre.